# Kaizen

Kaizen in Kanji

Kaizen (改善, gesprochen mit stimmhaftem S; jap. kai „Veränderung, Wandel“, zen „zum Besseren“; „Veränderung zum Besseren“, um den terminus technicus von der umgangssprachlichen Bezeichnung zu unterscheiden häufig auch カイゼン) bezeichnet sowohl eine japanische Lebens- und Arbeitsphilosophie als auch ein methodisches Konzept, in deren Zentrum das Streben nach kontinuierlicher und unendlicher Verbesserung steht. Die Verbesserung erfolgt in einer schrittweisen, punktuellen Perfektionierung oder Optimierung eines Produktes oder Prozesses.
In der westlichen Wirtschaftspraxis wurde das Konzept übernommen, als ein Managementsystem gedeutet und in der Praxis unter dem Begriff Kontinuierlicher Verbesserungsprozess (KVP) (engl. continuous improvement process, CIP) eingeführt. In Europa steht dabei die kontinuierliche Qualitätssteigerung und Kostensenkung im Vordergrund und wird daher als integraler Bestandteil des Qualitätsmanagements gesehen. Im Westen wird Kaizen somit oftmals auf die Bedeutung einer „kontinuierlichen Verbesserung“ verengt. Der japanische Begriff lässt sich hingegen besser im Sinne eines stetigen Hinterfragens eigener Annahmen zur Steigerung des Kundenwohls mit einer Win-Win-Lösung für alle Beteiligten interpretieren; auch geht es nicht alleine um kleine Verbesserungsschritte, sondern um ein grundsätzliches und dauerhaftes Hinterfragen von Grundannahmen.

## Begriffsbestimmung
Im engeren Sinne ist eine stetig-inkrementelle Verbesserung gemeint, in die Führungskräfte wie Mitarbeiter einbezogen werden. Gemäß der Philosophie des Kaizen weist nicht die sprunghafte Verbesserung durch Innovation, sondern die schrittweise erfolgende Perfektionierung des bewährten Produkts den Weg zum Erfolg. Dabei wird der wirtschaftliche Erfolg als Ergebnis von Produkten und Dienstleistungen gesehen, die mit ausgezeichneter Qualität höchste Kundenzufriedenheit erzielen. Aus dieser Überzeugung leitet sich die stetige Suche nach Verbesserung auf allen Ebenen eines Unternehmens als Kernfunktion eines Kaizen-Programms bzw. Kontinuierlichen Verbesserungsprozesses (KVP) ab. Dazu gehören zum Beispiel:
- Perfektionierung des betrieblichen Vorschlagswesens
- Investition in die Weiterbildung der Mitarbeiter
- Mitarbeiterorientierte Führung
- Prozessorientierung
- Einführung eines Qualitätsmanagements

Insgesamt soll durch Kaizen bzw. durch einen KVP eine höhere Identifikation der Mitarbeiter mit dem Unternehmen erreicht werden, was zu einer stetigen Verbesserung der Wettbewerbsposition beitragen soll.
Eine nicht-kontinuierliche, sondern sprunghafte Verbesserung wird auch als Re-Engineering bezeichnet.

## Veränderung nicht nur qualitätsorientiert: Die japanische Praxis
In Japan selbst wird die Idee des Kaizen unabhängig von seiner im Westen verbreiteten qualitätsbezogenen Bedeutung verwendet. Kaizen ist in der japanischen Praxis vor allem die Philosophie der „ewigen Veränderung“. Das bedeutet vor allem sichtbare Veränderung, zum Beispiel die Erweiterung der Funktionen eines Elektrogerätes, die Umorganisation der innerbetrieblichen Hierarchie oder in der Verwaltung die Neugliederung durch Eingemeindungen und Umbenennungen von Städten (so Saitama).
Mit der Veränderung muss nicht unbedingt Qualitätsverbesserung einhergehen. Echte Qualitätsverbesserung ist oft „unscheinbar“ und nicht präzise zu messen. Dadurch hat sie keinen Marketing-Wert und wird vielfach gar nicht wahrgenommen.
Auf der Produktebene hängt diese Art von Kaizen eng mit der japanischen Marketing-Praxis zusammen, dem Verbraucher für einen Gebrauchsgegenstand durch leichte konstruktive Veränderungen einen erweiterten Nutzwert zu schaffen. So werden Elektrogeräten immer wieder neue Funktionen hinzugefügt, die nicht zur Kernfunktionalität gehören (z. B. Karaoke-Effekt bei Stereoanlagen), die dabei die Gesamtkonstruktion überladen und somit die Qualität gar verschlechtern können. Bei Mobiltelefonen steigern die Hersteller die Auflösung der eingebauten Kameras – eine Zahl, die dem Verbraucher prägnant „Qualitätsverbesserung“ suggeriert, aber steigende Probleme mit den zunehmenden Dateigrößen bewirkt. Software für maschinelle Übersetzungen wird beworben mit der Größe des Wortschatzes (Anzahl von Millionen gespeicherten Wörtern), was nicht zwingend mit der realisierten Übersetzungsqualität korreliert.
Diese Form der Kaizenpraktik führt zu einem hohen Entwicklungstempo bei immer kürzeren Produktlebenszyklen. Diesem Entwicklungstempo, insbesondere bei Elektrogeräten, ist eine nicht unerhebliche Zahl von Produktinnovationen zu verdanken, die sich auch weltweit durchgesetzt haben (zum Beispiel Flachbildfernseher), aber auch steigende Komplexität und damit einhergehende höhere Fehlerzahlen. Beispiel für die Veränderungsgeschwindigkeit: die Fernsehnorm PAL hatte 50 Jahre Bestand; die HDMI-Standards wurden in wenigen Jahren erneuert.

## Entstehung
Japan befand sich nach der vernichtenden Niederlage im Zweiten Weltkrieg wirtschaftlich am Boden. Die neuen Arbeitsgesetze, die von der amerikanischen Besatzung eingeführt wurden, stärkten die Position der Arbeiter bei den Verhandlungen über günstigere Beschäftigungsbedingungen. Die Gewerkschaften nutzten ihre Stärke, um weitreichende Vereinbarungen zu erreichen. So wurde die Unterscheidung zwischen Arbeitern und Angestellten fallen gelassen. Das Recht der Unternehmungsführung, Beschäftigte zu entlassen, wurde erheblich eingeschränkt. Die Gewerkschaften erreichten für die Arbeitnehmer einen Anteil am Unternehmungsgewinn in Form eines Bonus, der zusätzlich zum Grundlohn ausbezahlt wurde. Außerdem gab es in Japan keine „Gastarbeiter“ (zeitweilige Immigranten, die bereit waren, sich für hohe Bezahlung mit schlechten Arbeitsbedingungen abzufinden) oder Minderheiten mit begrenzten Beschäftigungsmöglichkeiten.
Auch Toyota befand sich aufgrund gesamtwirtschaftlicher Probleme in Japan in einer tiefen Krise und wollte ein Viertel ihres Personals entlassen. Nach einem harten Arbeitskampf und ausgedehnten Verhandlungen arbeiteten die Familie Toyoda und die Gewerkschaften einen Kompromiss aus, der heute noch die Grundlage für die Beziehungen zwischen Arbeitgebern und Arbeitnehmern in der japanischen Autoindustrie ist. Zwar wurde wie geplant ein Viertel der Arbeitnehmer entlassen, die verbleibenden Beschäftigten erhielten jedoch zwei Garantien: Lebenslange Beschäftigung sowie eine Entlohnung, die sich nach der Dauer der Betriebszugehörigkeit statt nach der Tätigkeit richtet und die eine an den Unternehmungsgewinn gekoppelte Bonuszahlung beinhaltet.
Die Arbeitskräfte stellten damit keine variablen oder kurzfristig fixe Kosten mehr dar, sondern langfristig gesehen waren sie bedeutendere Fixkosten als die Maschinen der Unternehmung. Denn diese konnten abgeschrieben und verschrottet werden, während das Humankapital der Unternehmung über einen Zeitraum von etwa 40 Jahren gewinnbringend sein musste. So war es sinnvoll, die Fähigkeiten der Arbeiter kontinuierlich zu verbessern und ihr Wissen, ihre Erfahrung und Arbeitsleistung zu nutzen.

## Fünf zentrale Grundlagen des Kaizen

### Prozessorientierung
Die Denkweisen des Kaizen stellen unter anderem eine Abkehr von der reinen Ergebnisorientierung dar. Prozessorientierung bedeutet in diesem Zusammenhang auch den Prozess zu dokumentieren, und diesen Prozess-Standard weiter zu verbessern. Der wesentliche Punkt ist, dass man versuchen wird, den Gewinn zu optimieren. Dies ist aber nur bei hoher Kundenzufriedenheit möglich, da Kundengewinnung teurer ist als Kundenbindung. Um die Kundenzufriedenheit zu gewährleisten, stehen die oben genannten Faktoren im Vordergrund. Eine prozessorientierte Organisationsgestaltung und die Anwendung von kontinuierlichen Prozessverbesserungsmethoden, wie z. B. Kaizen, können die Innovationsleistung von Unternehmen positiv beeinflussen.

### Kundenorientierung
Kaizen unterteilt die Kunden in interne und externe Kunden. Der externe Kunde ist der Endverbraucher, der interne Kunde ist z. B. eine Zweigstelle im Betrieb. Wenn Organisationseinheit A ein Produkt herstellt, das in Organisationseinheit B weiterverarbeitet werden muss, so ist B der interne Kunde. Falls B Mängel am Produkt erkennt, so teilt sie es A mit, um Folgefehler zu vermeiden. Häufig treten Probleme an diesen Schnittstellen im Unternehmen auf. Also versucht man dort anzusetzen, um die Ziele des Kaizen umzusetzen: Qualitätssicherung und -steigerung, Kundenzufriedenheit und Kostensenkung durch die Mitarbeiter. Um Mängel zu beseitigen und bessere Leistungen zu erbringen, werden Kundenbefragungen durchgeführt.

### Qualitätsorientierung
Im Rahmen des Total-Quality-Management wird eine ständige Total-Quality-Control durchgeführt, bei der in einem aufwendigen Messverfahren permanent die Qualität produktionsbegleitend überwacht wird. Die Qualitätskennzahlen und Messverfahren werden durch anspruchsvolle Qualitätsstandards beschrieben und festgelegt.

### Kritikorientierung
Kritik wird im Kaizen als Chance zur ständigen Verbesserung gesehen. Daher ist Kritik nicht nur erlaubt, sondern erwünscht. Jeder Mitarbeiter ist hier aufgefordert im Unternehmen Vorschläge zur Verbesserung einzubringen; das Management soll diese konstruktiv aufnehmen und so weit wie möglich umsetzen. Verbesserungsvorschläge von Mitarbeitern oder dedizierten Arbeitsgruppen werden im Kaizen eingefordert. Die Vorschläge werden auf Nutzbarkeit geprüft und bewertet, um sie bei positiver Gesamtbeurteilung in die Unternehmensprozesse zu übernehmen. Es ergibt sich ein ständiger Zyklus von Planung, Tätigkeit, Kontrolle und Verbesserung, der PDCA-Zyklus:
```
Plan → Do → Check → Act.
```

Dadurch sollen sämtliche Vorgänge im Unternehmen ständig analysiert und verbessert werden.

### Standardisierung
Wenn eine Verbesserung umgesetzt wurde, die sich als geeignet erwiesen hat, wird diese als Standard festgelegt und somit in das Prozessmodell des Unternehmens dauerhaft integriert. Dazu wird der Zyklus zu SDCA (Standardize, Do, Check, Act) verändert. Erst wenn die Standardisierung vollständig abgeschlossen ist, wird eine weitere Verbesserung angestrebt.

## Durchführung

### Die 5S-Bewegungen
Die 5S zielen in erster Linie auf die Werkstattarbeitsplätze ab, wobei der Arbeitsplatz als der Ort verstanden wird, an dem die wertschöpfenden Prozesse im Unternehmen stattfinden.  
Seiri
Ordnung schaffen: entferne alles nicht Notwendige aus deinem Arbeitsbereich!
Seiton
Ordnungsliebe: ordne die Dinge und bewahre sie an ihrem richtigen Platz auf!
Seiso
Sauberkeit: halte deinen Arbeitsplatz sauber!
Seiketsu
persönlicher Ordnungssinn: mache 5S durch Festlegen von Standards zur Gewohnheit!
Shitsuke
Disziplin: mache Sauberkeit und Ordnung zu deinem persönlichen Anliegen!

### Die 7M-Checkliste
Hierbei handelt es sich um die sieben wichtigsten Faktoren (Ishikawa-Diagramm), die immer wieder überprüft werden müssen:
- Mensch
- Maschine
- Material
- Methode
- Milieu/Mitwelt (Umwelt)
- Management
- Messbarkeit

Die ursprüngliche 5M-Methode wurde um die letzten zwei Faktoren erweitert, da die Einflüsse des Managements im System und die Messbarkeit von einer bestimmten Tragweite sind.
(siehe auch Ishikawa-Diagramm als grafische Darstellungsform der 7M.)

### Die 7W-Checkliste
Die 7W-Checkliste geht als ursprüngliches Hilfsmittel für die Rhetorik möglicherweise auf Cicero zurück (7 W-Fragen)
Was
ist zu tun?
Wer
macht es?
Warum
macht man es?
Wie
wird es gemacht?
Wann
wird es gemacht?
Wo
soll es getan werden?
Wieso
wird es nicht anders gemacht?
Verwandt mit dem 7W-Fragenkatalog ist das Prinzip des „Geh zur Quelle“ (Genkin-butso). Dieses besagt bei unerwünschten Ergebnissen oder Fehlern 5-mal nach dem „Warum?“ zu fragen, um eine Lösung zu erzielen. Des Weiteren sollen sich Führungskräfte vor Ort ein Bild über die Situation machen, zum Beispiel einen Produktionsprozess, und nicht aus der Ferne entscheiden.
Die W-Fragen werden in verschiedensten Bereichen angewendet, so zum Beispiel beim Analysieren von Texten, als Hilfe bei der Definition von Projekten sowie bei der Arbeitsanalyse und daraus resultierend auch bei der Definition von Arbeitsinhalten.
Im Bereich des Qualitätsmanagements wird dieses Prinzip in der Failure Mode and Effects Analysis eingesetzt, um potentielle Schwachstellen zu identifizieren.

### Die drei Mu
Die drei Mu stellen die Grundlage für die Verlustphilosophie des Toyota Production System (TPS) dar. Im Rahmen dieser Verlustphilosophie werden die drei Mu als Schwerpunkte des Verlustpotenzials als negativ gesehen, daher sind sie zu vermeiden.
Muda
Verschwendung, siehe dazu die sieben Muda
Mura
Abweichungen in den Prozessen (auch Unausgeglichenheit)
Muri
Überlastung von Mitarbeitern und Maschinen

### Die Sieben Muda
Die sieben Arten der Verschwendung (sieben Muda) als typische Verlustquellen.
Die Verschwendung selbst (Muda) ist die offensichtliche Ursache für die Entstehung von Verlusten. Im Einzelnen werden sieben Arten der Verschwendung unterschieden, die nahezu überall im Unternehmen auftreten.
Muda durch Überproduktion
Mehr als notwendig fertigen.
Muda durch Wartezeit
Untätige Hände eines Mitarbeiters. Prozesstaktung nicht optimiert.
Muda durch überflüssigen Transport
Bewegung von Materialien oder Produkten ist nicht wertschöpfend.
Muda durch Herstellung fehlerhafter Teile
Fehlerhafte Produkte stören den Produktionsfluss und erfordern teure Nachbesserung.
Muda durch überhöhte Lagerhaltung
End-, Halbfertigprodukte, Zulieferteile und Materialien, die als Bestände lagern, sind nicht wertschöpfend.
Muda durch unnötige Bewegung
Umständliche, unergonomische und unnötige Bewegungen verbrauchen Zeit, führen zu Ermüdung und erhöhen das Verletzungsrisiko.
Muda durch ungünstigen Herstellungsprozess
Die zusätzliche Ausstattung von Produkten oder Dienstleistungen mit Eigenschaften, die vom Kunden weder gewünscht noch bezahlt werden.

### Just-in-Time (JIT)
- Dieses Prinzip ist ein logistikorientiertes dezentrales Organisations- und Steuerungskonzept, welches die Materialver- und -entsorgung für eine Produktion auf Abruf zum Ziel hat und somit eine punktgenaue Lieferung der Rohstoffe bzw. Produkte mit der angeforderten Qualität in der gewünschten Menge (und auch Verpackung) zum Zeitpunkt, an welchem sie tatsächlich gebraucht werden, zum gewünschten Ort sichert. Somit entfallen Lagerkosten; der übrige Verwaltungsaufwand lässt sich auf ein relatives Minimum reduzieren.
- Eine Steigerung von „Just-in-Time“ ist das sogenannte „just in sequence“ (JIS). Aufbauend auf dem JIT-Prinzip, werden die Produkte zusätzlich in der richtigen Reihenfolge beim Kunden angeliefert.

Inzwischen ist ein JIT in der gesamten Automobilindustrie Standard. Es wird beispielsweise bei Teilen der Innenausstattung (Sitzen, Airbags, Lenkrädern, Armaturenbrettern) oder Lackierteilen eingesetzt. Die durch JIT oder JIS verursachten prinzipiell höheren Transport- und Handlingskosten werden durch Einsparungen bei Bestands-, Lager- oder Flächenkosten aufgewogen.

### Total Productive Maintenance
- Ständige Überwachung der Produktionsstränge
- Versuch der ständigen Verbesserung der Stränge
- Ausschluss von Verschwendungen jeglicher Art

Nähere Informationen im Artikel Total Productive Maintenance.

## Ziele
Mit Kaizen werden mehrere Ziele verfolgt. Wesentliches Ziel ist eine höhere Kundenzufriedenheit, da Kundengewinnung teurer ist als Kundenbindung. Um Kundenzufriedenheit zu gewährleisten, stehen drei Faktoren im Vordergrund:
- Kostensenkung
- Qualitätssicherung
- Schnelligkeit (Zeiteffizienz).

Die Befürworter der Kaizen-Methode sehen den gegenwärtigen Zustand als laufend verbesserungswürdig.
Des Weiteren sind Veränderungen („Change“) im Bereich der Mitarbeiter erwünscht. So soll deren Engagement durch ständige Weiterbildung gewährleistet werden, innerbetriebliche Hierarchien sind so anzupassen, dass jeder Mitarbeiter ein Mitspracherecht bei Veränderungen hat (vgl. Veränderungsmanagement).
Die Kaizen-Philosophie plädiert für eine starke Einbindung aller Bereiche eines Unternehmens im stetigen Bemühen, ein besseres Arbeitsumfeld für alle Beteiligten zu schaffen mittels Prozessverbesserungen, die wiederum für die beste Qualität der Produkte garantieren sollen. Es gilt also, die stetige Verbesserung in alle Bereiche zu tragen.

## Einsatzgebiet
Der Einsatz von Kaizen findet vor allem in industriellen Unternehmungen, vorwiegend aus der Automobilindustrie, statt. Kaizen findet aber auch in Unternehmen und Organisationen aus anderen Branchen immer mehr Anklang. So wird Kaizen beispielsweise im Rahmen von Lean Hospital u. a. im Gesundheitswesen erfolgreich eingesetzt. 